# Машковский, Марцель
Марцель Машковский ( пол. Marceli Maszkowski;  1837, Львов — 1862, там же) — польский художник-портретист, иллюстратор.

## Биография
Сын известного польского художника Яна Машковского, брат математика профессора Кароля Машковского и музыканта Рафала Людвика Машковского.
Первые уроки живописи получил у своего отца. С 1855 обучался в венской Академии изобразительных искусств. Здесь же окончил класс скульптуры. Затем продолжил учёбу в Мюнхенской академии художеств под руководством художников Вильгельма фон Каульбаха и Карла Теодора фон Пилоти, а также скульптора М. Вайдеманна.
Поддерживал тесные дружеские отношения с художниками А. Гроттером и Я. Матейко.
С 1859 жил в Лейпциге и Дрездене, занимаясь иллюстрированием журналов и подготовкой набросков и эскизов к своим будущим полотнам. В 1860 вернулся на родину, откуда год спустя отправился в творческую поездку в Италию, однако вскоре после возвращения во Львов — умер.
Активный период деятельности М. Машковского охватывает неполных 12 лет. Его педагоги и друзья отмечали большой творческий потенциал художника. Сам М. Машковский предпочитал рисунок как метод, в котором лучше всего проявился его талант.
Лучшие его портретные эскизы и карандашные рисунки небольшого размера отличаются тонкостью и тщательностью изображения модели. Несколько работ из творческого наследия М. Машковского, в основном, это акварели, картины маслом и карандашные рисунки, находятся теперь в Национальном музее в Кракове и Львовской картинной галерее.

## Галерея

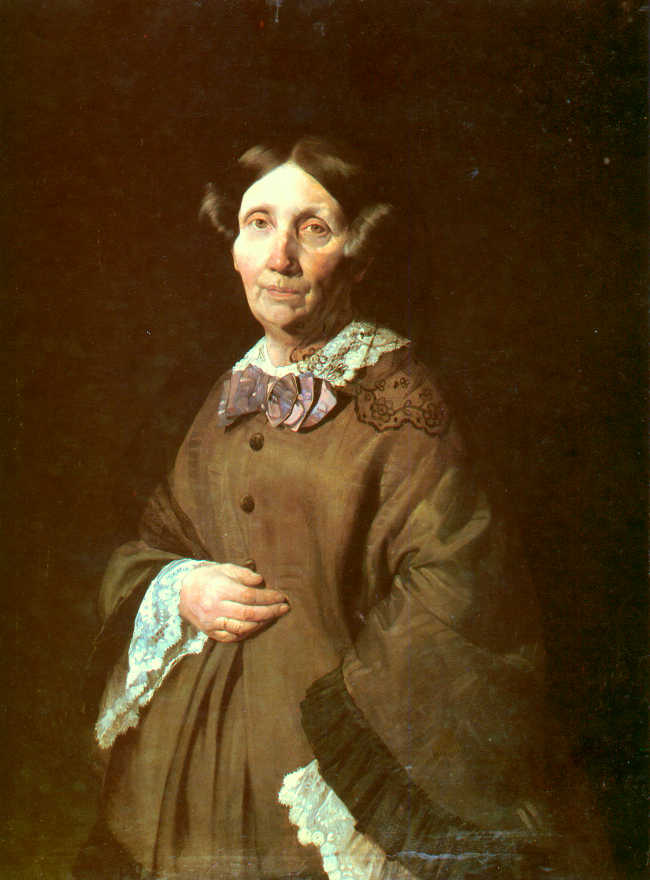
Портрет матери. Львовская галерея искусств
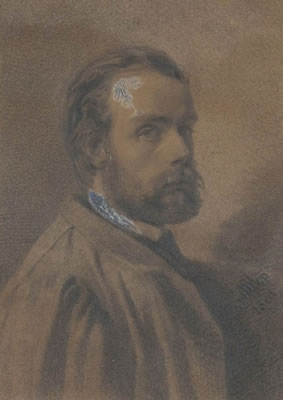
Автопортрет
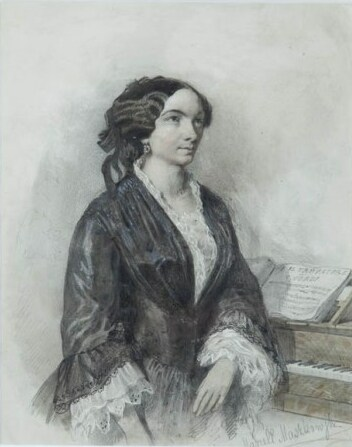
Портрет Марии Машковской
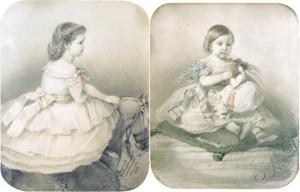
Портрет девочки на конике и девочки с куклой. 1859 г.